# سقنن رع تاعا الأول
الملك سقنن رع تاعا الأول  وله اسم آخر هو سانخت ان رع تاعا الأول والذي يعنى المخلد مقل رع، كما لقب ب تاعا الأكبر، هو أحد ملوك الأسرة السابعة عشر.
ولد سقنن رع تاعا الأول عام 1656 ق.م وتوفى في عام 1580 ق.م أو 1570 ق.م ،ولا توجد معلومات مؤكدة حول إذا ما كان والده هو الملك انتف السابع، وقد أنجب الملك تاعا الأكبر من زوجته الملكة تتي شري ابنه سقنن رع تاعا الثاني الذي خلفه في الحكم وابنة هي إياح حتب اللذان تزوجا وأنجبا حفيديه كامس وأحمس الأول طارد الهكسوس ومؤسس الأسرة الثامنة عشر.